# Romana Jordan Cizelj
Romana Jordan (Celje, 8 gennaio 1966) è una politica e fisica slovena, presidente della Società nucleare slovena e vicepresidente del Comitato sloveno per la NATO.
Nel 1990 si laureò ingegneria elettrica all'Università di Lubiana, e in seguito si specializzò in ingegneria nucleare, per la quale ottenne il dottorato nel 2001. Fra il 1990 e il 2004 lavorò come ricercatrice presso l'Istituto Jožef Stefan di Lubiana.
Cominciò la sua vita politica nel 1998, quando fu eletta presidente del comitato di vigilanza del comune di Domžale. Nel 2002 entrò nel consiglio comunale di Domžale nelle file del Partito Democratico Sloveno.
Alle elezioni del 2004 fu eletta al Parlamento Europeo. È stata vicepresidente della "Commissione per lo sviluppo" e membro della "Commissione per l'industria, la ricerca e l'energia", della "Commissione temporanea sul cambiamento climatico" e della "Delegazione per le relazioni con gli Stati Uniti". È stata inoltre membro sostituto della "Commissione per i bilanci" e della "Delegazione per le relazioni con il Canada".
Alle elezioni europee del 2009 ha confermato il proprio seggio. Attualmente è membro della "Commissione per l'industria, la ricerca e l'energia" e membro sostituto della "Commissione per l'ambiente, la sanità pubblica e la sicurezza alimentare".